# Tatort: Alles Theater
Alles Theater ist ein Krimi der Reihe Tatort und wurde erstmals am 30. Juli 1989 in der ARD ausgestrahlt. In seinem sechsten und letzten Tatort muss Kriminalhauptkommissar Bülow einen Mord in den Reihen eines Theaterensembles aufklären. Es ist der letzte vor dem Mauerfall und der Wiedervereinigung im damaligen West-Teil des geteilten Berlins gedrehte und gesendete Tatort.

## Handlung
Kriminalhauptkommissar Bülow wird von seiner Urlaubsbekanntschaft, der Theaterintendantin Regine von Lempert, zur Premiere der neuen Inszenierung von Pirandellos: „Sechs Personen suchen einen Autor“ eingeladen. Ihr Co-Intendant Holger Koch ist vor der Premiere sehr nervös, da er die Aufführung inszeniert hat. Der Schauspieler Georg Mertens, der eine Hauptrolle in dem Stück spielt, hat Vorbereitungen getroffen, um mithilfe von Sadowsky, einem der Gesellschafter des Theaters, Anteile an diesem zu kaufen, um Koch als Intendanten herauszudrängen. Zwischen Koch und Georg Mertens werden die Spannungen vor der Premiere auch für Bülow mehr als deutlich. Koch ist mit der jungen Schauspielerin Uta Pohl und Georg mit der Frau Kochs, der Hauptdarstellerin Anna Pfeil, liiert. Georg versorgt Uta, die vor der Premiere sehr nervös ist, seit einiger Zeit mit Kokain und gibt ihr auch etwas vor der Aufführung. Bülow nimmt die weiteren Sticheleien und Streitigkeiten unter den Protagonisten des Theaters wahr.
Während der Vorstellung zielt Georg Mertens, wie im Skript vorgesehen, auf Uta, erschießt sich dann aber selbst. Den umstehenden Schauspielern und auch Bülow im Publikum wird schnell klar, dass etwas nicht stimmt, Mertens blutet, er hat sich mit der Waffe tatsächlich erschossen. Nach dem Abbruch der Vorstellung nimmt Bülow sogleich die Ermittlungen auf und befragt den Requisiteur, der aussagt, dass die Waffe tatsächlich echt war, aber nicht geladen sein sollte. Mertens hatte auf einer echten Waffe bestanden, mit der er allerdings nicht habe schießen sollen, der Schuss sollte mit einer zweiten Waffe mit Platzpatronen hinter der Bühne abgefeuert werden. Mertens hatte die Waffe nach der Generalprobe mit in seine Garderobe genommen, anstatt sie wie sonst dem Requisiteur zur Aufbewahrung zu geben. Von einem weiteren Theatermitarbeiter erfährt Bülow, dass Uta Pohl vor der Vorstellung in Mertens‘ Garderobe war, sie sei herausgekommen und habe geweint. Von Lempert klärt Bülow über das Verhältnis Kochs zu Uta auf und dass diese von Koch schwanger ist. Anna Pfeil war wegen des Verhältnisses in eine Depression verfallen und danach ein Verhältnis mit Mertens eingegangen, der jedoch noch andere Frauen nebenbei  hatte. Sadowsky erzählt Bülow, dass er Koch gern als Intendant loswerden und Mertens zu dessen Nachfolger machen wollte. Allerdings solle Koch als Regisseur dem Theater erhalten bleiben. Durch den Tod von Mertens müsse er Koch nun noch einige Zeit länger als Intendanten behalten. Von Lempert sagt Bülow unter vier Augen, er solle Sadowsky kein Wort glauben.
Der Requisiteur sagt Jahnke gegenüber aus, dass das Magazin in der Tatwaffe ausgetauscht worden sei, die Beamten suchen nunmehr das Originalmagazin. Während Sadowsky und Koch die Wiederholung der Premiere planen, provoziert Sadowsky diesen, so dass Koch auf Sadowsky losgeht. Sadowsky sucht daraufhin Bülow auf und erzählt ihm von seinen und Mertens‘ Plänen, dass Mertens 30 % der Anteile am Theater für DM 150.000 kaufen sollte, doch der bisherige Anteilseigner habe plötzlich beim geplanten Vertragsabschluss abgewunken, weil er sich mit Koch einig geworden sei. Dieser sei allerdings überschuldet. Sadowsky habe daraufhin die Bücher überprüft und festgestellt, dass DM 150.000 aus der Kasse fehlten und auf ein Sperrkonto gezahlt worden waren. Unterdessen gesteht Koch Uta die Unterschlagung. Aufgrund von Aufzeichnungen und Videoaufnahmen, die Mertens angefertigt hatte, findet Jahnke heraus, dass Mertens mit diversen Frauen Affären hatte, unter anderem mit von Lempert, Uta und Anna Pfeil. Anna möchte sich mit ihrem Mann aussöhnen, nachdem dieser sie schroff zurückweist und ihr klarmacht, dass er eine Zukunft mit Uta plant, stellt Anna Uta zur Rede. Während des Streits wirft Uta Anna vor, die Mörderin von Mertens zu sein.
Bülow vernimmt Koch, er hält diesem vor, die Szene so umgeschrieben zu haben, dass es zu dem tödlichen Schuss kommen konnte, in der Romanvorlage des Stücks sollte sich eine andere Figur für die Zuschauer unsichtbar erschießen. Koch behauptet, das Stück aus dramaturgischen Gründen geändert zu haben, er habe Mertens nicht nach dem Leben getrachtet. Von Bülow darauf angesprochen, dass Mertens seine Intendanz gefährdet habe, gibt Koch die Unterschlagung zu, den Mord streitet er allerdings weiterhin ab. Von Lempert kommt dazu, auch sie beteuert Kochs Unschuld und beschuldigt Uta, Mertens umgebracht zu haben. Aus einem Brief von Mertens an Uta, den von Lempert aus Utas Handtasche genommen hat und nunmehr präsentiert, geht hervor, dass Mertens der Vater ihres Kindes sei und dieser auf einen Vaterschaftstest gedrungen habe. Koch widerspricht von Lemperts Verdacht und schließt eine Täterschaft Utas aus. Koch wacht erst auf, als Bülow ihm das Video präsentiert, dass Mertens von dem heimlichen Liebesspiel mit Uta gemacht hat.
Bülow will Uta aufsuchen, doch diese ist aus ihrer Garderobe in den Tod gestürzt. Jahnke findet in Utas Handtasche das verschwundene leere Originalmagazin der Waffe. Bülow schließt Selbstmord aus, denn in Utas Garderobe sind Kampfspuren zu finden, zudem kann von Lempert bestätigen, dass sich das Magazin noch nicht in Utas Handtasche befunden hatte, als sie den Brief von Mertens aus dieser nahm. Anna Pfeils Armkettchen ist verschwunden, Bülow entdeckt dieses in der Hand der Toten. Anna gesteht, Mertens und Uta getötet zu haben, denn diese hätten ihre und Holger Kochs Ehe zerstört. Bülow lässt Anna abführen.

## Entstehung & Rezeption
Alles Theater wurde vom Sender Freies Berlin produziert und zwischen Juli und August 1988 in West-Berlin gedreht. Das Szenenbild stammt von Jörg Neumann, den Ton verantwortete Harro Brödler.
Die Kritiker der Fernsehzeitschrift TV-Spielfilm beurteilen diesen Tatort mittelmäßig und kommentieren: „…und der Zuschauer sucht nach Spannung“.